# Apam johol
Apam johol hay apam daun rambai là một món ăn truyền thống, một loại bánh gạo ngọt, ở Negeri Sembilan, Malaysia. Thức ăn được gói trong lá rambai để giữ mùi thơm và nhìn đẹp mắt. Đôi khi nó được ăn với rendang, sambal tumis và cháo đậu. Nó thường được phục vụ trong bữa ăn sáng hoặc để uống trà.